# Multiclavula
Multiclavula is een geslacht van schimmels behorend tot de familie Hydnaceae. De typesoort is Multiclavula corynoides.

## Soorten
Volgens Index Fungorum telt het geslacht 14 soorten (peildatum maart 2023):
| Soortnaam                    | Auteur(s)                                    | Publicatiejaar |
| ---------------------------- | -------------------------------------------- | -------------- |
| Multiclavula caput-serpentis | Lotz-Winter & Reschke                        | 2021           |
| Multiclavula clara           | (Berk. & M.A. Curtis) R.H. Petersen          | 1967           |
| Multiclavula constans        | (Coker) R.H. Petersen                        | 2019           |
| Multiclavula coronilla       | (G.W. Martin) R.H. Petersen                  | 1967           |
| Multiclavula corynoides      | (Peck) R.H. Petersen                         | 1967           |
| Multiclavula delicata        | (Fr.) R.H. Petersen                          | 1967           |
| Multiclavula hastula         | (Corner) R.H. Petersen                       | 1967           |
| Multiclavula ichthyiformis   | Nelsen, Lücking, L. Umaña, Trest & Will-Wolf | 2007           |
| Multiclavula mucida          | (Pers.) R.H. Petersen                        | 1967           |
| Multiclavula petricola       | H. Masumoto & Y. Degawa                      | 2020           |
| Multiclavula pogonati        | (Coker) R.H. Petersen                        | 2019           |
| Multiclavula samuelsii       | R.H. Petersen                                | 1988           |
| Multiclavula sharpii         | R.H. Petersen                                | 1967           |
| Multiclavula vernalis        | (Schwein.) R.H. Petersen                     | 1967           |